# Guthrie, Texas
Guthrie är administrativ huvudort i King County i Texas. Orten grundades 1891. En betydande markägare vid tidpunkten av grundandet var Louisville Land and Cattle Company, vars aktieägare W.H. Guthrie orten har uppkallats efter. Enligt 2010 års folkräkning hade Guthrie 160 invånare.